# Kandiyohi
Kandiyohi és una població dels Estats Units a l'estat de Minnesota. Segons el cens del 2000 tenia 555 habitants.

## Demografia
Segons el cens del 2000, Kandiyohi tenia 555 habitants, 215 habitatges, i 147 famílies. La densitat de població era de 669,6 habitants per km².
Dels 215 habitatges en un 40,5% hi vivien nens de menys de 18 anys, en un 57,2% hi vivien parelles casades, en un 7,9% dones solteres, i en un 31,2% no eren unitats familiars. En el 24,7% dels habitatges hi vivien persones soles el 9,8% de les quals corresponia a persones de 65 anys o més que vivien soles. El nombre mitjà de persones vivint en cada habitatge era de 2,57 i el nombre mitjà de persones que vivien en cada família era de 3,09.
Per edats la població es repartia de la següent manera: un 29,5% tenia menys de 18 anys, un 15,9% entre 18 i 24, un 27,9% entre 25 i 44, un 15,5% de 45 a 60 i un 11,2% 65 anys o més.
L'edat mediana era de 28 anys. Per cada 100 dones de 18 o més anys hi havia 91,7 homes.
La renda mediana per habitatge era de 36.364 $ i la renda mediana per família de 52.500 $. Els homes tenien una renda mediana de 32.045 $ mentre que les dones 19.659 $. La renda per capita de la població era de 15.897 $. Entorn del 3,4% de les famílies i el 5,2% de la població estaven per davall del llindar de pobresa.

## Poblacions més properes
El següent diagrama mostra les poblacions més properes.